# Hendrik Jan Knoppers
Hendrik Jan Knoppers (Meppel, 31 mei 1898 – Rheden, 8 augustus 1975) was een Nederlands politicus.
Hij werd geboren als zoon van Jan Knoppers (1870-1937), apotheker en later burgemeester van Meppel en Helena Hillegonda Scholten (1866-1936). Na de hbs en het vervullen van zijn dienstplicht werd hij volontair bij de gemeentesecretarie van Meppel. Hij was daarna tijdelijk ambtenaar bij de gemeente Dalfsen waar hij het bracht tot eerste ambtenaar. Knoppers volgde in 1922 J. Fijting van Walsem op als gemeentesecretaris van Scherpenzeel. In 1931 werd Knoppers benoemd tot burgemeester van Heteren. Na de bevrijding in 1945 werd hij gestaakt, maar enkele maanden later kon hij zijn functie hervatten. Knoppers ging in 1963 met pensioen en in 1975 overleed hij op 77-jarige leeftijd.